# Bernard Law Montgomery
Sir Bernard Law Montgomery, 1º visconte Montgomery di Alamein (Kennington, Londra, 17 novembre 1887 – Alton, 24 marzo 1976), è stato un generale britannico.
Ebbe un ruolo cruciale durante la campagna del Nordafrica quando ingaggiò le forze italo-tedesche durante la decisiva seconda battaglia di El Alamein, che segnò una svolta delle sorti della seconda guerra mondiale nel teatro africano e dell'intero teatro del Mediterraneo e, più tardi, fu tra i protagonisti della campagna alleata in Italia e dell'invasione della Francia.

## Biografia
Di origini irlandesi, Bernard Law Montgomery trascorse gran parte della sua infanzia in Tasmania (Stato federato dell'Australia), dove il padre era vescovo anglicano. Rientrato in Irlanda con la famiglia, nel 1908 incominciò la carriera militare iscrivendosi e frequentando in Gran Bretagna il Royal Military College di Sandhurst.

### Prima guerra mondiale
Si distinse come ufficiale (con il grado di capitano), durante la prima guerra mondiale con il Corpo di spedizione britannico in Francia e in Belgio; nel 1914 fu ferito due volte in combattimento e per questo decorato.
Montgomery si trasferì in Francia nell'agosto 1914 con il suo battaglione, che all'epoca faceva parte della 4ª divisione. Combatté presso Le Cateau e durante il ritiro presso il confine belga di Bailleau il 13 ottobre fu ferito, durante una controffensiva alleata, al polmone destro e al ginocchio. Per questo Montgomery è stato insignito del Distinguished Service Order.

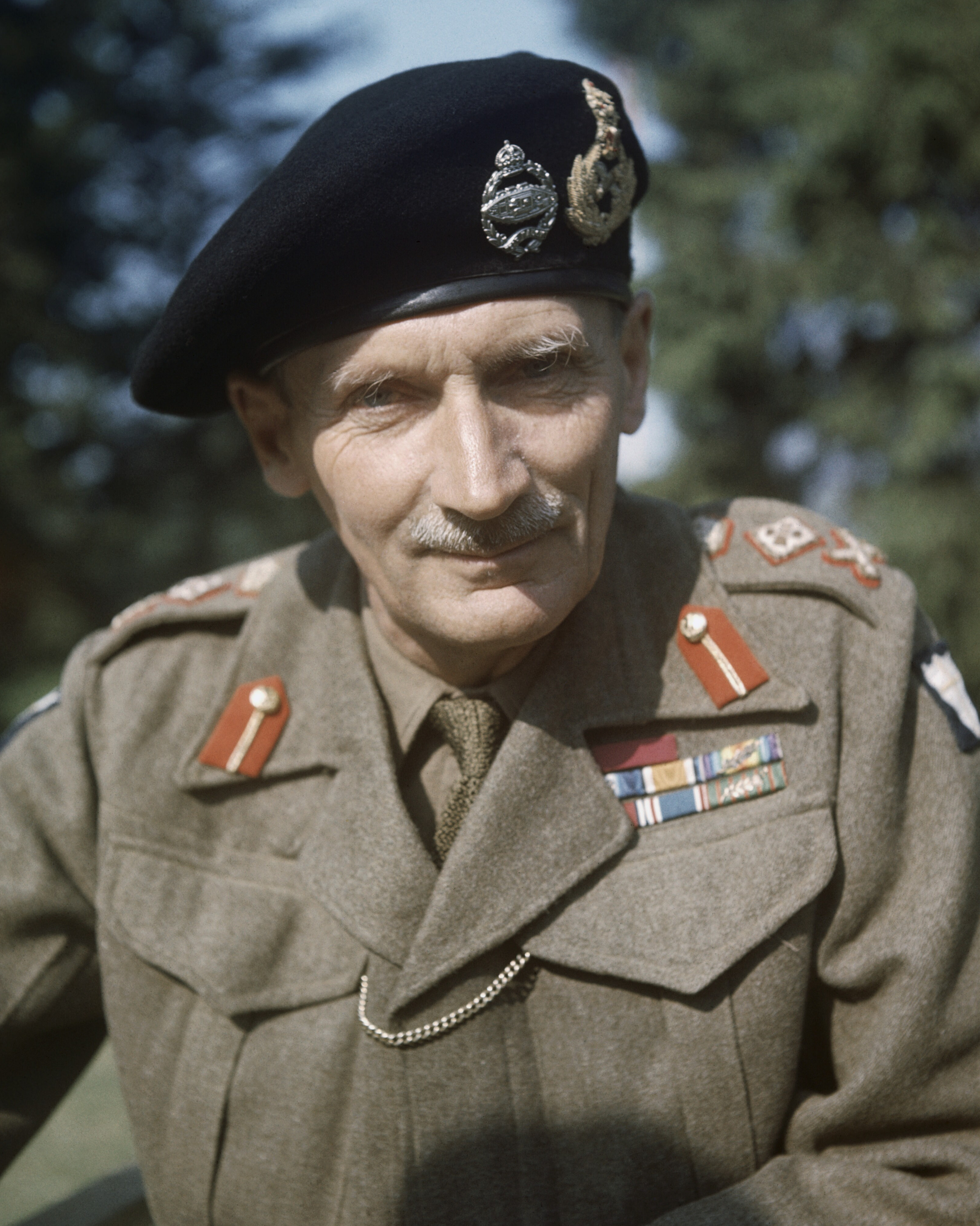
Montgomery in una foto colorata del 1943

Dopo essersi ripreso all'inizio del 1915, fu nominato maggiore di brigata prima nella 112ª brigata e poi nella 104ª sotto addestramento nel Lancashire. Tornò all'inizio del 1916 come ufficiale di stato maggiore nella 33ª divisione e partecipò alla battaglia di Arras nell'aprile-maggio 1917. Divenne ufficiale di stato maggiore con il IX Corpo d'Armata, parte della Seconda Armata del generale Herbert Plumer. Inoltre Montgomery prestò servizio nella battaglia di Passchendaele alla fine del 1917, prima di terminare la guerra come effettivo Capo di Stato Maggiore nella 47ª divisione, con grado temporaneo di tenente colonnello.

### Il primo dopoguerra
Dopo il termine della guerra Montgomery comandò il XVII Battaglione Fucilieri Reali, un battaglione dell'esercito britannico del Reno, prima di tornare al suo grado di capitano nel novembre 1919. Dopo essersi diplomato presso lo Staff College, fu nominato maggiore della 17ª Brigata di Fanteria nel gennaio 1921. La brigata era stanziata nella contea di Cork, in Irlanda, e Montgomery effettuò operazioni anti-insurrezionali durante le fasi finale della guerra d'indipendenza irlandese. Nel 1927 si sposò con Betty Anderson, morta nel 1937.
Dopo avere militato in Renania, Irlanda, Egitto e India nel 1934 fu nominato colonnello; tre anni più tardi fu promosso generale di brigata e nel 1938 comandò una divisione in Palestina e Transgiordania.

### Seconda guerra mondiale

#### Campagna d'Africa e battaglia di El Alamein
Contribuì in modo rilevante alle vittorie degli Alleati in Africa ed Europa durante la seconda guerra mondiale. Nel 1942 fu nominato comandante dell'VIII Armata britannica in Africa, sostituendo il generale Claude Auchinleck (il 15 agosto 1942). Winston Churchill ritenne necessario - in seguito alle sconfitte riportate dall'esercito britannico contro le truppe italiane e l'Afrikakorps - sostituire Auchinleck, che deteneva al momento contemporaneamente il comando supremo del teatro del Medio Oriente e il comando della VIII Armata operante contro le forze italo-tedesche in Egitto, con due generali: uno, il generale Harold Alexander, quale comandante in capo per il teatro del Medio Oriente, l'altro, appunto il generale Montgomery, a capo dell'VIII armata.
Guidò quindi l'offensiva inglese a El Alamein, in Egitto, che si concluse con la sconfitta delle forze italo-tedesche, guidate dal generale Erwin Rommel. Il 23-24 ottobre 1942, Montgomery dette inizio alla grande offensiva (Operazione Lightfoot) che, dopo duri scontri, sarebbe terminata il 4 novembre con una schiacciante vittoria britannica. Dopo questo successo, l'Ottava armata proseguì verso ovest, invadendo la Libia, abbandonata dalle forze italo-tedesche in ritirata verso la Tunisia, già minacciata dalle forze anglo-americane sbarcate in Nord Africa il 7 novembre 1942. Prese nella morsa dalle forze Alleate che avanzavano dall'Algeria e da quelle di Montgomery che provenivano dalla Libia, le forze dell'Asse furono costrette alla resa (maggio 1943) anche a seguito del crollo della linea del Mareth, nella Tunisia meridionale.

#### Campagna d'Italia: dalla Sicilia a Ortona
Il successivo attacco alleato maggiore, comandato da Montgomery, fu l'invasione della Sicilia (Operazione Husky): Montgomery considerava i piani iniziali dell'invasione alleata (progettati da Dwight Eisenhower e dal generale Alexander) troppo complessi per dispersione degli sforzi. Tuttavia riuscì a riordinare gli schieramenti, facendo sbarcare l'armata statunitense del generale George Patton nel golfo di Gela, mentre l'Ottava Armata sbarcò a Siracusa. Ben presto Patton e Bradley incominciarono a soffrire del carattere vanaglorioso di Montgomery, che condusse le operazioni militari contro i tedeschi in Sicilia, insieme con altri sbarchi come quello di Salerno, Reggio Calabria e Taranto.

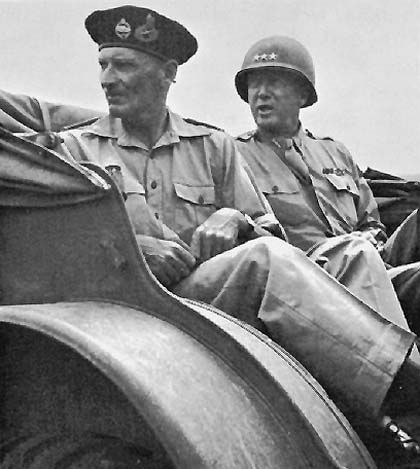
Montgomery e Patton in Sicilia

Gli alleati disponevano di 160 000 uomini divisi in due armate: la 7ª Armata Americana del generale George Patton e l'8ª Britannica di Montgomery, supportati da 4 000 aerei e 600 carri armati, soprattutto M4 Sherman. L'armata di Patton aveva il compito di conquistare le coste tra Licata e Vittoria, Montgomery di prendere le coste della penisola da Pachino a Siracusa.
A contrastarli trovarono 230 000 soldati italiani e 40 000 tedeschi. Gli italiani del generale Alfredo Guzzoni erano raggruppati in quattro divisioni (Asta, Livorno, Assietta e Napoli), i tedeschi di Wilhelm Schmalz erano raggruppati nella divisione paracadutisti Hermann Göring, più altri tre gruppi della 15ª Divisione Panzer.
L'11 luglio 1943 dopo aspri combattimenti caddero Siracusa e Augusta, e in 10 giorni le forze alleate conquistarono i due terzi dell'isola, cosicché il 16 luglio i comandanti decisero di procedere con la campagna italiana, secondo i piani di Churchill. Furono effettuati pesanti bombardamenti sulle città di Foggia, Roma e Napoli. Palermo cadde il 22 luglio. Il 25 luglio il re Vittorio Emanuele III fece dimettere Benito Mussolini e cominciarono i contatti per giungere all'armistizio, proclamato l'8 settembre.
Dopo la conquista di Palermo, le armate alleate procedettero con la campagna Foggia-Napoli, su proposta del generale Marshall. L'8ª Armata passò lo stretto di Messina, il 3 settembre con l'operazione Baytown fu conquistata Reggio Calabria, mentre Foggia cadde il 27 settembre dopo pesanti bombardamenti contro i tedeschi. Il 29 il generale Montgomery al comando dell'8ª Armata Britannica entrò in città, mentre il 1º ottobre il resto delle divisioni faceva il suo ingresso trionfale a Napoli, liberata dai tedeschi dopo le "quattro giornate". Il problema dell'organizzazione delle armate di Montgomery fu evidente specialmente in Abruzzo. La regione fu segnata dalla guerra immediatamente dopo l'armistizio dell'8 settembre, quando il re Vittorio Emanuele III e lo Stato Maggiore intendevano fuggire a Brindisi partendo dall'aeroporto di Pescara. Dato che la città era stata pesantemente bombardata nell'agosto-settembre del 1943, l'operazione secondaria fu quella di stazionare una notte al castello del paese di Crecchio, borgo del chietino a poca distanza da Ortona, dal cui porto i Savoia sarebbero salpati con la corvetta per Brindisi.
Qualche giorno dopo la partenza dei reali, la zona fu occupata dai nazisti, insieme al resto della regione. Gli Alleati e le armate di Montgomery arrivarono in Abruzzo dal versante sud-est, ossia da Vasto.
Tra il 2 e il 3 novembre, l'Ottava Armata riuscì a ricacciare i guastatori della XXVI Divisione Panzer, asserragliati presso il Colle Sant'Antonio, lungo la fascia del fiume Trigno, per controllare il trasporto merci lungo la strada statale Adriatica.
Il 5 settembre gli Alleati e Montgomery stesso entrarono a Vasto, liberata dai nazisti, e Montgomery tornerà in città alla fine del dicembre 1943 per un discorso di addio ai generali presso il teatro Rossetti.
Successivamente i tedeschi si ritirarono presso il Sangro, nel territorio frentano di Lanciano e Atessa. La seconda città abruzzese dove si ebbero i più furiosi combattimenti fu Fossacesia. Il 12 ottobre gli Alleati bombardarono la città con ingenti danni agli edifici, provocando 8 morti. Due giorni dopo un editto fece sfollare la popolazione nelle campagne, affinché fossero costruite postazione di artiglieria e di difesa. Tuttavia il ripetuto bombardamento alleato fece ritirare i tedeschi; gli ultimi attacchi ci furono tra il 29 e il 30 novembre, e molti furono i prigionieri tedeschi catturati dagli Alleati, poiché fuggivano dalle campagne di Lanciano e Mozzagrogna. Il 1º dicembre incominciò il ritorno della popolazione in una città distrutta, e celebre restò la fotografia di Montgomery dentro la chiesa di San Donato.

Dipinto di Charles Comfort, medico dell'esercito alleato, delle rovine di Ortona durante il passaggio dei carri canadesi

Il problema della riuscita militare della cosiddetta "battaglia del Sangro" fu l'attraversamento del fiume, ingrossatosi per via delle abbondanti piogge, e per la distruzione dei ponti da parte dei tedeschi. Lanciano fu liberata il 2 dicembre, dove si erano manifestati anche esempi eroici di ribellione popolare anti-nazista, come il sacrificio dei "martiri ottobrini" (5-6 ottobre).
Successivamente i tedeschi della Wehrmacht non persero tempo ed edificarono una linea militare, detta "linea Gustav" da Ortona fino a Cassino. Il piano di Montgomery era quello di raggiungere Pescara da Ortona, e percorrere la vecchia via Tiburtina fino a scendere a Roma. I ritardi però permisero ai tedeschi di acquartierarsi per bene nella città, minando tutto il centro storico, per renderlo una trappola mortale contro il nemico. Tuttavia Adolf Hitler ordinò al generale Albert Kesselring di difendere la città "fino all'ultimo uomo", e a Ortona fu fatta arrivare la 1ª Divisione Fallschirmjäger (ossia i paracadutisti).
Montgomery delegò Chris Vokes nell'incarico di guidare la spedizione canadese contro Ortona, che venne avviata con la campagna militare del fiume Moro, presso Orsogna, cittadina a poca distanza. La "battaglia di Ortona" durò dal 21 al 27 dicembre e fu una delle più sanguinose della seconda guerra mondiale, con perdite di un migliaio di civili e di numerosi soldati.
Oltretutto l'esercito alleato, aiutato dai partigiani della "Brigata Maiella" dovette inseguire l'esercito tedesco superstite per il resto della linea Gustav, fino ai borghi della Maiella e oltre, fino alle battaglie combattute a Cassino.

#### Operazione Goodwood
Montgomery tornò in Gran Bretagna nel gennaio 1944, e gli fu assegnato il comando del 21º Gruppo di Armate composte da tutte le forze di terra alleate, che partecipavano all'operazione Overlord, per l'invasione in Normandia. La direzione generale fu assegnata al comandante Dwight Eisenhower. Sia Winston Churchill sia Eisenhower avevano trovato difficili i rapporti con Montgomery, preferendogli Alexander, ma il patrono di Montgomery, sir Alan Brooke, sostenne fermamente la posizione per assicurargli la nomina.
Tra il 7 aprile e il 15 maggio Montgomery discusse la sua strategia militare per l'invasione, immaginando una durata di novanta giorni con le tutte le forze impiegate per raggiungere la Senna. Il piano iniziale di Montgomery era per le truppe anglo-canadesi di fuggire dalla spiaggia, a sbarco avvenuto, dal Calvados presso Caen, con l'obiettivo di prendere la città almeno entro due giorni. Montgomery tentò la presa di Caen con la 3ª Divisione di Fanteria, la 50ª Divisione di Fanteria della Northumbria e la 3ª Divisione Canadese. Tuttavia dal 6 all'8 giugno 1944 fu fermato dalla 21ª Divisione Panzer e dalla 12ª Panzer Hitlerjugend.

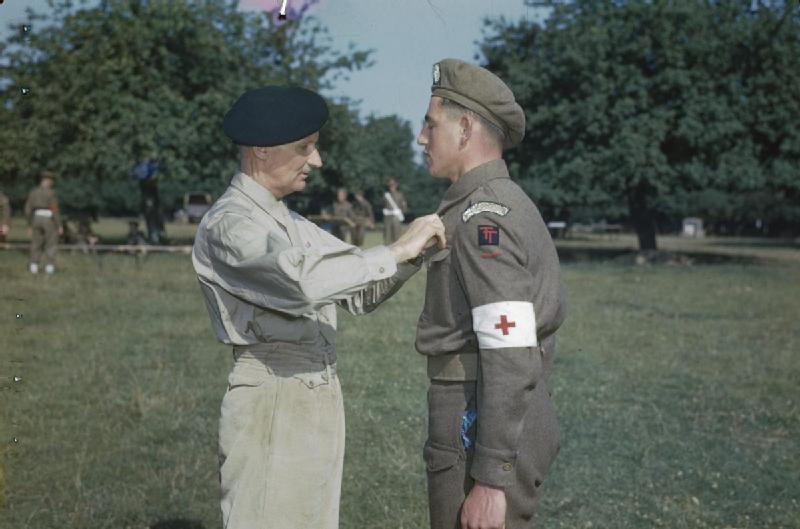
Il generale Montgomery decora un uomo della 50ª Divisione (17 luglio 1944)

Nell'agosto del 1944, Montgomery divenne Field Marshal e posto a capo di tutte le truppe inglesi e canadesi sul fronte occidentale.
Gli obiettivi dell'"Operazione Goodwood" furono raggiunti tranne la presa della Cresta del Bourgebus. L'operazione di Montgomery fu un successo strategico nel ridisegnare le ultime riserve tedesche nella Normandia, verso il settore di Caen, lontano dal settore americano, aiutando molto l'avvio dell'operazione Cobra. Alla fine della Goodwood, il 25 luglio 1944, i canadesi avevano preso la cittadina, mentre i carri armati britannici avevano raggiunto le pianure a sud, costringendo i tedeschi a impegnare l'ultima delle loro riserve per fermare l'offensiva anglo-canadese. L'operazione Goodwood costò a Montgomery quasi tutto il suo lavoro, dato che Eisenhower prese seriamente in considerazione l'idea di licenziarlo e di scegliere di non rispettare gli ordini. Montgomery espresse la sua soddisfazione per i buoni risultati.
Il 22 settembre 1944 il II Corpo d'armata canadese del generale Guy Simonds conquistò Boulogne (operazione Wellhit), seguito da Calais il 1º ottobre (operazione Undergo). Dopo un tentativo di assalto del canale Leopoldo dalla quarta divisione, gravemente distrutto dai tedeschi, Simonds ordinò di ripulire il fiume Schelda, e ciò consentì alla 15ª Armata tedesca di avere tempo per costituire un nuovo acquartieramento nei dintorni. L'unico porto non catturato dai canadesi fu quello di Dunkerque, dato che Montgomery ordinò alla 2ª Divisione Canadese di tenere il suo fianco ad Anversa, come preludio per un avanzamento sulla Schelda.

#### Operazione Market Garden
Il piano di Montgomery per l'operazione (17-25 settembre 1944) era quello di aggirare la "Siegfried Line" e attraversare il Reno preparando i terreno per successive offensive alla regione della Ruhr. Il XXI Gruppo Armato avrebbe attaccato a nord del Belgio attraversando il fiume e consolidando a nord il presidio di Arnhem. Il piano richiedeva tre divisioni trasportate via aereo per catturare numerosi ponti ancora intatti lungo una strada a corsia unica. L'offensiva però non raggiunse i suoi obiettivi.
All'indomani dell'operazione, Montgomery fece ritenere la città di Arnhem la sua prima priorità, sostenendo che la 2ª Armata Britannica avrebbe potuto essere ancora in grado di raggiungere le pianure della Germania settentrionale.
Il fedelmaresciallo Gerd von Rundstedt, comandante del Fronte Occidentale, ordinò a Gustav-Adolf von Zangen comandante della 15ª Armata di difendere il porto di Anversa contro gli Alleati.
Montgomery inviò la Prima armata canadese, la 49th (West Riding) Infantry Division, la 51st (Highland) Infantry Division, la 1ª Divisione corazzata polacca e la 2ª Brigata corazzata, fiducioso nella conquista del fiume Schelda. La prima armata capitanata da Simonds tuttavia dovette fare i conti con le resistenza tedesche della 15ª Divisione sui pendii, senza avere supporto aereo. 
Il 15 ottobre 1944 Montgomery considerò il fatto di intervenire a fianco della prima armata, duramente messa alla prova dai tedeschi, accantonando il progetto di guadare lo Schelda. Simonds fu rinforzato con truppe britanniche e Royal Marines, e sgomberò l'ultima fortezza tedesca, l'isola di Walcheren l'8 novembre.
Alcuni storici hanno sottolineato che fu un errore di Montgomery non interessarsi al porto di Anversa per permettere l'avanzata alleata da nord fino alle Alpi.

#### Offensiva delle Ardenne

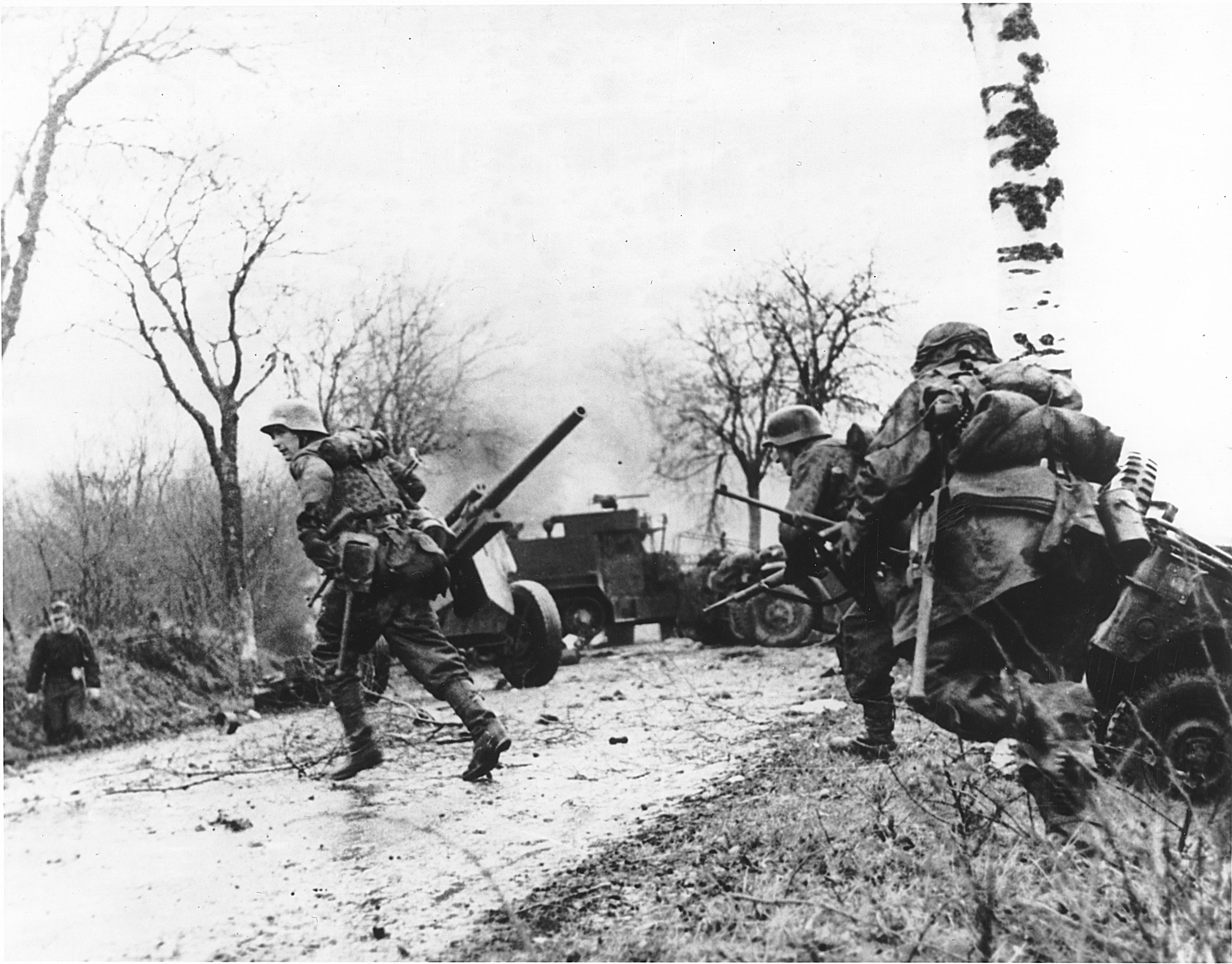
Truppe Waffen-SS all'attacco durante i primi giorni dell'offensiva delle Ardenne

Gli obiettivi della Wehrmacht per l'operazione Wacht am Rhein erano di dividere gli eserciti alleati in due, attaccando il loro centro attraverso la foresta delle Ardenne in Belgio, poi proseguendo verso nord per riconquistare il porto di Anversa. Sul lato nord-occidentale dell'area di battaglia, c'era il XXI Gruppo di Armate di Montgomery che ancorava il fianco settentrionale delle linee alleate, con il XII Gruppo di Armate di Bradley sul fianco destro di Montgomery, con la 3ª Armata di Patton all'estrema destra. Dato che il Supreme Headquarters Allied Expeditionary Force riteneva che la Wehrmacht non fosse più in grado di lanciare un'offensiva importante, specialmente nella foresta delle Ardenne, la posizione era tenuta in maniera relativamente debole (con divisioni inesperte o bisognose di recupero).
Dopo l'attacco a sorpresa nelle Ardenne iniziato il 16 dicembre 1944: la parte anteriore del XII Gruppo di Armate degli Stati Uniti fu divisa; il comandante del XII Gruppo, il generale Omar Bradley si trovava a sud della penetrazione nel Lussemburgo e il coordinamento delle truppe sul lato nord della penetrazione divenne problematico. Eisenhower, nel frattempo a Versailles, trasferì 1ª Armata statunitense (generale Courtney Hodges) e la 9ª Armata statunitense (generale William Simpson) al XXI Gruppo di Armate di Montgomery che avrebbe assunto la direzione globale della battaglia nel settore settentrionale. La decisione non mancò di suscitare accese polemiche tra ufficiali alleati ed ebbe anche ripercussioni sul campo a causa delle significative differenze tra le concezioni tattico-operative di Montgomery e quelle dei generali statunitensi.
Montgomery dopo aver assunto dal 20 dicembre il comando delle forze alleate in combattimento sul lato settentrionale del saliente creato dalla profonda penetrazione tedesca nelle Ardenne, visitò rapidamente tutti i comandi di Corpo d'Armata e si occupò di organizzare metodicamente le sue forze allo scopo di fermare prima l'avanzata del nemico e poi sferrare un massiccio contrattacco, grazie al continuo afflusso di nuove riserve, compreso il XXX Corpo di Armata britannico.
Dopo aver ottenuto l'arresto dell'offensiva tedesca sul lato settentrionale del saliente iniziò la controffensiva, mentre era già in progressione l'attacco della 3ª Armata di Patton nel settore meridionale della sacca con tempi che i comandi americani ritennero eccessivamente prudenti. Comunque nelle discussioni al SHAEF, l'opinione di Montgomery a favore di una limitata controffensiva a tenaglia all'apice del saliente convergente su Houffalize legata anche a considerazioni sulle difficoltà del terreno prevalse, con il sostegno di Eisenhower, sui più audaci progetti di Bradley e Patton, favorevoli a un attacco alla base della "sacca" per tagliare fuori il grosso delle forze tedesche.
Nonostante il suo contributo, in due rilevanti occasioni la posizione di Montgomery venne messa in discussione. Nella prima, fu per l'insistenza a proporre di concentrare il massimo sforzo su un fronte limitato (di cui lui avrebbe dovuto essere in comando) e a puntare il dito sulle responsabilità dell'approccio americano nella situazione critica delle Ardenne . Nella seconda, in una conferenza stampa egli assunse posizioni che furono percepite come critiche della leadership militare americana e come un tentativo di prendersi tutto il merito della risoluzione della situazione. Questi episodi portarono quasi a una frattura nel comando, con la minaccia di dimissioni di Patton e Bradley che arrivò a convincere Eisenhower a preparare una richiesta al Combined Chiefs of Staff per chiedere la rimozione di Montgomery. L'intervento congiunto dei capi di stato maggiore di Eisenhower e Montgomery (rispettivamente Walter Bedell Smith e Freddie de Guingand) portò alle scuse di Montgomery e alla soluzione della crisi nel comando alleato .

### Dal secondo dopoguerra alla morte

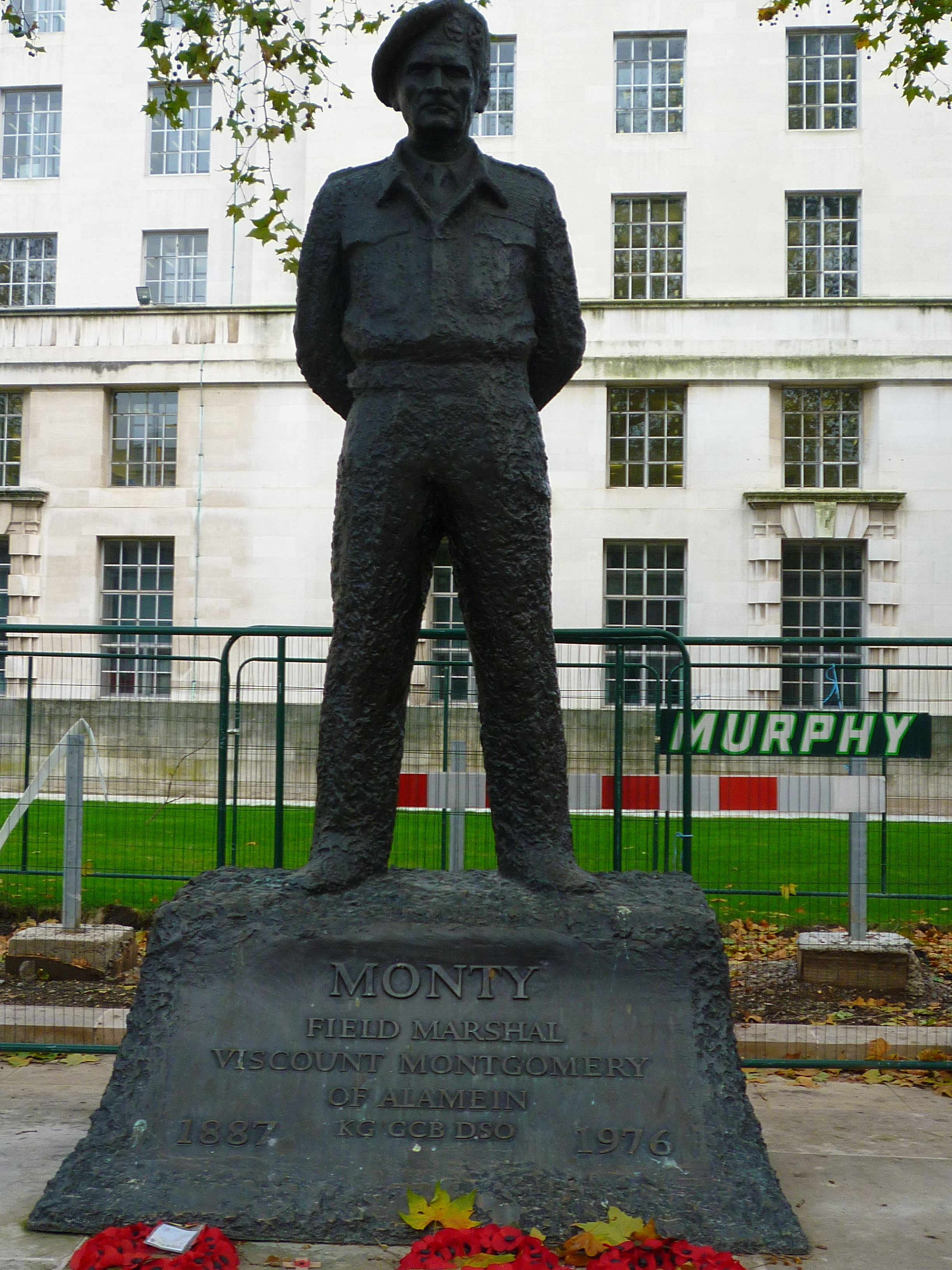
Statua di Montgomery al Ministero della difesa di Londra

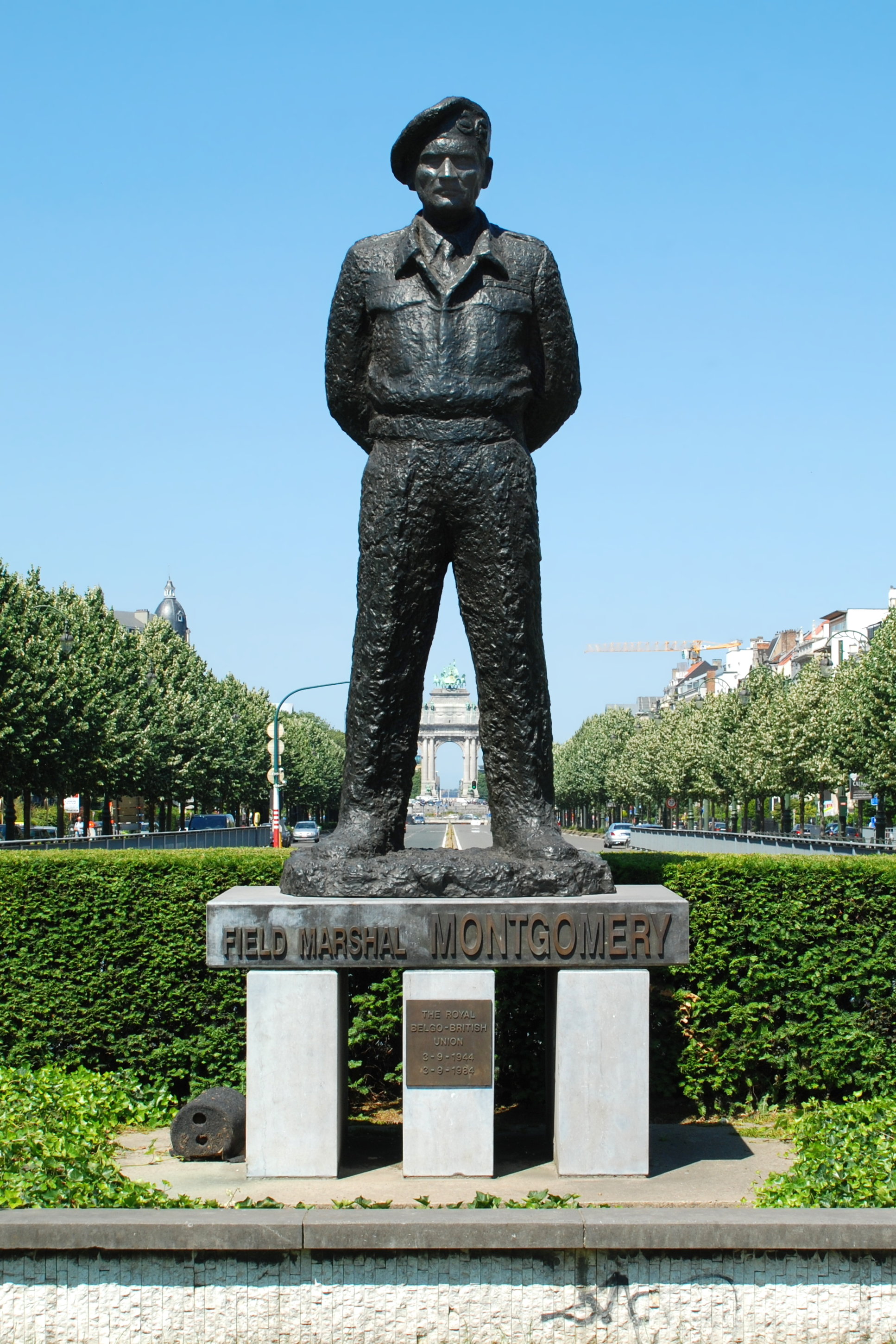
Statua di Montgomery a Bruxelles, Belgio

Nel 1946 venne nominato capo dello stato maggiore imperiale. In seguito divenne vicecomandante supremo di tutte le forze della NATO (1951-1958), ritirandosi dal servizio alla fine del mandato. Da lui prende il nome (ma solo in Italia) il tipico cappotto di panno con cappuccio e chiusura con alamari introdotto dalla Royal Navy come dotazione per i marinai durante la seconda guerra mondiale.
Montgomery morì nel 1976 e fu sepolto presso l'Holy Cross Churchyard, nel villaggio di Binsted, East Hampshire.